# 李金德
李金德（1920年7月20日—1997年11月23日），湖北红安人，中华人民共和国政治人物。
李金德于1930年参加中国共产主义青年团，并加入了红军。1934年参加长征。1936年加入中国共产党。同年徐海东将他推荐给周恩来，调往中央军委机要科工作。后又任中共中央机要科科长、周恩来秘书等职。中华人民共和国成立后，又历任政务院机要处处长，中央国家机关保密委员会办公室主任，国务院保密委员会秘书长，中共中央办公厅机要局副局长，国务院秘书厅副主任，中共中央统战部办公室主任、副秘书长，全国政协常务副秘书长等。他曾遵周恩来的指示负责原中华民国代总统李宗仁的回国事宜。文化大革命期间受到了冲击。1971年出任中共中央统战部负责人。1975年后又历任全国人大常委会副秘书长、法制委员会委员，民政部副部长，全国政协副秘书长等职。1982年后离休。
此外，李金德还是中共七大候补代表，中共十大代表，第五届全国政协常委。1997年11月在北京逝世，终年78岁。